# メッツォ
メッツォ・コーポレーション（英: Metso Corporation）は、鉱業、建設用骨材、プロセス産業を主な顧客として、産業用機械の製造・販売、およびそれらのアフターサービスを行うグローバルサプライヤーである。本社をフィンランド・ヘルシンキに置き、世界50カ国以上に拠点を持つ。日本法人はメッツォジャパン株式会社。ヘルシンキ証券取引所上場企業（Nasdaq Nordic METSO）。

## 沿革
メッツォの設立は、1999年のラウマ（Rauma Oy）とバルメットの合併によるが、前身はヨーロッパ諸国およびアメリカ合衆国の多数の企業にわたる。ラウマの直接のルーツは1942年にフィンランドで設立されたRauma-Raahe Oyであり、同社が1952年にRepola-Viipuri Oyとの合併によりRauma-Repola Oyとなり、同社は主に木材加工事業を行っていた。1987年にRauma-Repola OyはフランスのBergeaudを、1989年にアメリカ・ミルウォーキーに本拠を置く破砕機などの製造業者であるNordberg Inc.（アメリカのフィンランド人移民により創業）を買収し、特に後者の買収がグローバル企業として飛躍する契機となり、1992年にインド、1993年には中国および西アジアに進出した。1998年11月、ラウマとバルメット両社の取締役会が合併を提案、翌年7月にメッツォ・コーポレーションが設立された。
2008年に三菱重工から製紙機械事業を買収、2013年、バルメットを分社し、製紙、パルプ、電力関係事業は同社に移管、メッツォは鉱業、骨材、プロセス産業向けなど現在の事業形態に集中する形となった。なお、2003年に住友重機械工業との合弁事業「メッツォSHI株式会社」を設立したことがあった（現在は事業終了）。
現在のメッツォは、鉱業（マイニング）向けが売上の約半数を占め、砕石など建築用骨材向けが約4分の1、プロセス産業やリサイクル事業向けがこれに続いている。地理的には、南北アメリカが4割近く、ヨーロッパおよびアジア太平洋地域がそれぞれ約4分の1であり、事業としては機械の製造・販売が44％、アフターサービスが56％である。

## 日本におけるメッツォ
日本法人「メッツォジャパン株式会社」（Metso Japan Co., Ltd.）は、神奈川県川崎市にオフィスを持ち、破砕機などメッツォ製品の輸入・販売やアフターサービスを行っている。日本法人は金属リサイクルソリューションおよびフローコントロール関連を扱っており、2015年1月にそれまでの「メッツォ・ミネラルズ・ジャパン株式会社」がフローコントロール事業部と事業統合する形で、現在の社名となった。なお、2013年12月まで存在した「メッツォペーパージャパン株式会社」は、バルメットの日本法人「バルメット株式会社」の前身となった。